# Vehicul electric parțial hibrid
Un Vehicul electric parțial hibrid este un vehicul electric hibrid — adică care are un sistem de propulsie convențional, format dintr-un motor cu ardere internă și un sistem de propulsie electric, format dintr-un motor electric — însă la care sistemul de propulsie electric nu poate propulsa de unul singur vehiculul, acesta nu poate funcționa în regim de vehicul electric.

## Descriere
Sistemul de propulsie electric este format dintr-o mașină electrică reversibilă, care înlocuiește atât demarorul, cât și alternatorul. Asistând motorul cu ardere internă și oferind posibilitatea recuperării unei părți din energia de frânare, contribuie la îmbunătățirea performanțelor energetice ale vehiculului, cum ar fi economia de combustibil, la fel ca sistemul vehiculelor hibride, însă nu în aceeași măsură. În sistemul BAS Hybrid (belted alternator starter), folosit de General Motors, mașina electrică este instalată pe locul tradițional al alternatorului și antrenată prin cureaua care antrenează în mod obișnuit alternatorul. În mod obișnuit tensiunea de lucru este cea din sistemul „42 V”.
Sistemul Honda Integrated Motor Assist integrează un motor electric cu magneți permanenți între volant și transmisie, sistem aplicat la modelele Honda Insight (1999–2006, 2009– ), Honda Civic (2003– ), Honda Accord (2005–2007) și CR-Z (2010– ).
Dacă sistemul electric asigură doar funcția de start-stop a motorului în perioadele de mers în gol, fără însă a oferi în mers posibilitatea suplimentării tracțiunii motorului cu ardere internă, vehiculul nu poate fi considerat nici măcar parțial hibrid. Exemple de astfel de vehicule care nu sunt de fapt hibride sau parțial hibride sunt modelele BMW MINI și 1-series, Smart Fortwo și Citroën C2 și C3.

## Avantaje și dezavantaje
Comparate cu vehiculele electrice hibride, cele parțial hibride oferă unele beneficii ale soluției hibride, fără a încărca prețul vehiculului cu cel al instalării unui al doilea sistem de propulsie complet funcțional. Economia de combustibil va fi mai mică, iar posibilitatea recuperării energiei de frânare de asemenea mai mică.

## Alți producători și modele
- Toyota Crown (versiunea 2002)
- Chevrolet Silverado Hybrid (2005–2007)[7]
- Saturn Vue Green Line (BAS Hybrid, 2007–2009)
- Saturn Aura Green Line (BAS Hybrid model 2007–2009)
- Chevrolet Malibu (BAS Hybrid model 2008–2010)
- Mercedes-Benz S400 BlueHybrid[2]
- BMW ActiveHybrid 7[2]
- Peugeot 308 e-HDi (din 2011, declarat de producător ca fiind microhibrid)
- Buick LaCrosse cu eAssist (2012-)
- Buick Regal cu eAssist (2012-)
- Buick Regal (2013 în America de Nord)
- Ferrari LaFerrari (2013-)
- Chevrolet Malibu cu eAssist (2014-)
- Chevrolet Impala cu eAssist (2014-)